# تابلوی اعلانات (آلبوم)
| بررسی انتقادی | بررسی انتقادی |
| منبع          | رتبه‌بندی      |
| ------------- | ------------- |
| AllMusic      | [ ۱ ]         |

تابلوی اعلانات یا بولتن بورد (به انگلیسی: Bulletin Board) هشتمین و آخرین آلبوم استودیویی خانواده پارتریج است که توسط بل رکوردز (شماره کاتالوگ ۱۱۳۷)  در اکتبر ۱۹۷۳ منتشر شد.این آلبوم بین ژوئیه و سپتامبر ۱۹۷۳ ضبط شد. بولتن بورد اولین آلبوم خانواده پارتریج بود که نتوانست در چارت برتر بیلبورد LP قرار بگیرد. «در جستجوی یک زمان خوب» b/w «پول پول» به عنوان یک تک آهنگ در نوامبر ۱۹۷۳ (شماره کاتالوگ Bell 45-414) منتشر شد، اما نتوانست به نمودار برسد. این آخرین آهنگ معمولی  خانواده پارتریج ایالات متحده بود.
جلد آلبوم شامل فهرست آهنگ دست‌نویسی بود که به تابلوی اعلانات چسبانده شده بود، همچنین یک عکس خانوادگی و یادداشتی بود که جزئیات زمان نمایش جدید شنبه شب را نشان می‌داد. با توجه به یادداشت های لاینر انتشار سی‌دی، جلد آلبوم به دلیل محدودیت زمانی تنها در عرض چند ساعت ایجاد شد. در حالی که وس فارل به عنوان تهیه کننده در این آلبوم شناخته می‌شود، در واقع توسط جان بالر (همچنین باهلر)، یکی از اعضای گروه پاپ اواخر سال ۱۹۶۰ به نام Love Generation و بعداً خوانندگان ران هیکلین ، چندین عضو تهیه و تنظیم شد. که در تمام آلبوم‌های خانواده پارتریج بک وکال ارائه کردند. بولتن بورد تنها آلبوم خانواده پارتریج است که در استودیویی متفاوت از آلبوم‌های قبلی (که همگی در وسترن رکوردرز، استودیو ۲ در لس آنجلس ضبط شده بودند) ضبط شده است.
منتقد دیو تامپسون از AllMusic به آلبوم امتیاز ۳ و نیم ستاره از ۵ را داد و ادعا کرد که این آلبوم بیش از آلبوم معمولی خانواده پارتریج نماینده انفرادی دیوید کسیدی است: «اجراها همگی به ایدئال سولو کسیدی نزدیک‌تر هستند - تصنیف‌های ملایم، راکرهای محکم - به جای هارمونی‌ها و شادی‌های همه‌جانبه که مشخصه‌ی نسخه‌های قبلی پاتریجز بود.» هاوارد پاتو، یکی از اعضای گروه ادای احترام به خانواده پارتریج، مجله صدا، بیان می‌کند که «موسیقی در اینجا شیک و بد بو است، بازتابی قطعی از استقبال موسیقی پاپ از دیسکو... به طور کلی، موسیقی در تابلوی اعلانات کاملاً متفاوت است. از تلاش‌های قبلی خانواده پارتریج... [و] دارای نوازندگانی است که قبلاً در آلبوم پارتریج ظاهر نشده بودند.»
در سپتامبر ۲۰۰۸، Collectors' Choice Music آلبوم را مجدداً در سی‌دی منتشر کرد. در ابتدا این دیسک منحصراً از طریق وب سایت شرکت در دسترس بود. این دیسک شامل دو تراک جایزه است: هر دو طرف تک آهنگ شرلی جونز با نام "Ain't Love Easy"/"Roses in the Snow" توسط Bones Howe که در ابتدا در اکتبر ۱۹۷۲ منتشر شد.

## فهرست آهنگ
تمام قطعات آلبوم اصلی، به جز «از اینجا کجا برویم»، در فصل چهارم و آخرین برنامه تلویزیونی پخش شد.
| Side one | Side one                             | Side one                             | Side one |
| شماره    | نام                                  | نویسنده(ها)                          | مدت      |
| -------- | ------------------------------------ | ------------------------------------ | -------- |
| ۱.       | «Money Money»                        | Wes Farrell Danny Janssen Bobby Hart | ۲:۳۱     |
| ۲.       | «Roller Coaster»                     | Mark James                           | ۲:۲۲     |
| ۳.       | «Lookin' for a Good Time»            | Wes Farrell Danny Janssen Bobby Hart | ۲:۱۲     |
| ۴.       | «Oh No Not My Baby»                  | Gerry Goffin Carole King             | ۲:۳۸     |
| ۵.       | «I Wouldn't Put Nothin' over on You» | Wes Farrell Danny Janssen Bobby Hart | ۲:۵۱     |
| ۶.       | «Where Do We Go From Here?»          | Mark James                           | ۲:۳۶     |

| Side two   | Side two                        | Side two                | Side two |
| شماره      | نام                             | نویسنده(ها)             | مدت      |
| ---------- | ------------------------------- | ----------------------- | -------- |
| ۱.         | «How Long Is Too Long»          | Tom Bahler Tony Asher   | ۳:۴۱     |
| ۲.         | «I'll Never Get over You»       | Tony Romeo              | ۲:۵۹     |
| ۳.         | «Alone Too Long»                | Mark James Cynthia Weil | ۳:۱۰     |
| ۴.         | «I Heard You Singing Your Song» | Barry Mann              | ۲:۳۸     |
| ۵.         | «That's The Way It Is with You» | Harriet Schock          | ۳:۰۴     |
| مجموع مدت: | مجموع مدت:                      | مجموع مدت:              | ۳۰:۴۲    |

| CD bonus tracks | CD bonus tracks                                   | CD bonus tracks | CD bonus tracks |
| شماره           | نام                                               | نویسنده(ها)     | مدت             |
| --------------- | ------------------------------------------------- | --------------- | --------------- |
| ۱.              | «Ain't Love Easy» (solo track by Shirley Jones)   | Carol Hall      | ۳:۱۳            |
| ۲.              | «Roses in the Snow» (solo track by Shirley Jones) | Randy McNeill   | ۲:۵۷            |
| مجموع مدت:      | مجموع مدت:                                        | مجموع مدت:      | ۳۶:۵۲           |

## پرسنل
توسط Wes Farrell برای Coral Rock Productions، Inc.
- آواز خانواده پارتریج توسط شرلی جونز و دیوید کسیدی
- هال بلین - درامز
- مکس بنت، جیم هوگرت - باس
- لری کارلتون، ریچارد بنت ، بن بنی، دین پارکز - گیتار
- چاک فیندلی، تام بالر - شاخ
- لو مک کری، جورج بوهانون - ترومبون
- بیل پرکینز، جکی کلسو ، باب هارداوی - ساکسیفون
- گری کلمن، جو پورکارو - پرکاشن
- مایکل اومارتین، لری موهوبراک - کیبورد
- جان بالر، تام بالر، جکی وارد، ران هیکلین - بک آواز [۳]

آهنگ های جایزه تولید شده توسط Bones Howe .

## ثبت تاریخ‌ها
۲۵ ژوئیه ۱۹۷:
- «پول، پول»
- «من هرگز از تو نمی گذرم»
- «تنهایی خیلی طولانی»
- «اوه نه عزیزم»

۲۶ ژوئیه ۱۹۷۳:
- «من هیچ چیز را روی تو نمی‌گذارم»

۴ سپتامبر ۱۹۷۳:
- «شنیدم که آهنگت را میخوانی»
- «ترن هوایی»
- «به دنبال یک زمان خوب»
- «چه مدت زمانی بیش از حد طولانی است»

۵ سپتامبر ۱۹۷۳:
- «با تو اینطور است»
- «از اینجا کجا برویم» [۹]